# American Pie Presents: The Book of Love
American Pie Presents: The Book of Love is een Amerikaanse komediefilm uit 2009 en gelijk op dvd uitgebracht. Het is de zevende aflevering van de American Pie-franchise, en de vierde in de American Pie Presents:-franchise. De film is geregisseerd door John Putch en sterren Bug Hall, John Patrick Jordan, Kevin M. Horton en Brandon Hardesty. Ze wilden specifiek dit vervolg terug laten komen met hetzelfde originele gevoel als van de eerste drie films. De première was in Italië op 2 december 2009, in het Verenigd Koninkrijk op 7 december 2009 en op 22 december 2009 in de VS.

## Verhaal
Het verhaal vindt plaats in East Great Falls High, tien jaar na de eerste American Pie-film. De nieuwe protagonisten van deze film zijn drie gloednieuwe ongelukkige maagden: Rob (Bug Hall), Nathan (Kevin M. Horton) en Lube (Brandon Hardesty). Op een nacht steekt Rob per ongeluk de schoolbibliotheek in de fik en vindt "de Bijbel" (Book of Love), de heer Levensteins (Eugene Levy) schepping. Helaas voor hen is het boek verpest. Het boek heeft onvolledige informatie en onderneemt ze op een hulpeloze reis naar het verliezen van hun maagdelijkheid. Na het proberen en mislukken de hele tijd beloven ze het boek te herstellen. En om dit te doen moeten zij de oorspronkelijke schrijver van het boek (Levenstein) en alle andere mensen die hebben meegeholpen vinden om het te restaureren.

## Rolverdeling
| Acteur              | Personage       |
| ------------------- | --------------- |
| Bug Hall            | Rob             |
| Kevin M. Horton     | Nathan          |
| Brandon Hardesty    | Lube            |
| Beth Behrs          | Heidi           |
| Melanie Papalia     | Dana            |
| Jennifer Holland    | Ashley          |
| John Patrick Jordan | Scott Stifler   |
| Louisa Lytton       | Imogen          |
| Eugene Levy         | Noah Levenstein |
| Curtis Armstrong    | Mr. O'Donnell   |
| Cindy Busby         | Amy             |
| Becky Barsby        | zichzelf        |
| Naomi Hewer         | Alyson          |
| Alice Fletcher      | zichzelf        |
| Adrienne Carter     | Katie           |
| Nico McEown         | Cody            |
| Edwin Perez         | Gibbs           |
| Kevin Federline     | grenswacht      |
| Rosanna Arquette    | Robs moeder     |
| Bret Michaels       | zichzelf        |
| Dustin Diamond      | zichzelf        |
| Robert Romanus      | zichzelf        |
| Shedrick Means      | zichzelf        |
| Danielle Ciuro      | zichzelf        |
| Arun Verma          | zichzelf        |
| Vince Offer         | zichzelf        |

## Productie

### Locatie
Er is gefilmd in Anmore, Vancouver en Canada. De East Great Falls High was eigenlijk Centennial Secondary school in Coquitlam. De kabelbaanscène is gefilmd in Vancouver's Grouse Mountain.

## Filmmuziek
- "Oh Yeah" door Yello
- "Something in Your Mouth" door Nickelback
- "Sexy Little Thing"/"Miss Cindy" door The High Decibels
- "Smoke Alarm" door Freddy Rawsh
- "Hot N Cold" door Katy Perry
- "Dance Dance" door Fall Out Boy
- "Turn it Down" door Sideway Runners
- "Hypnotik" door Roobie Breastnut
- "Beer" door Ace Baker
- "How Do I Know" door Wanda Bell
- "When You Want Some Uh Uh" door Nio Renee Wilson
- "Get Loose (The Hipjoint Remix)" door Quanteisha
- "Pauline" door The High Lonesome
- "Katmandu" door Sam Morrison
- "1969" door Dr. Hollywood
- "Body Language" door Isaac Hayes
- "If Something's Wrong" door Aiden Hawken
- "Damned If I Do Ya (Damned If I Don't)" door All Time Low
- "Hot Mess" door Cobra Starship
- "Are You Ready" door Crash Boom Bang
- "Got Me Some Love" door Keely Hawkes
- "Stuttering" by Friday Night Boys
- "Army Girl" door The Genders
- "Obsession" door Ace Baker
- "Something Wild" by The High Lonesome
- "Burnin' Love" door Travis Tritt
- "Laid" door Aidan Hawken
- "She Can Dance" by Billy Trudel
- "Monday" door Mikey & The Gypsys
- "In It For You" ("Catch my Fall") door The Elliots
- "Heartbeats" door Melinda Ortner
- "Say Yes" door Elliott Smith
- "Book of Love" door Powder Finger
- "Sinner" door Big B ft. Scott Russo
- "Mouth to Mouth" door Kaya Jones